# Deep-fried Butter

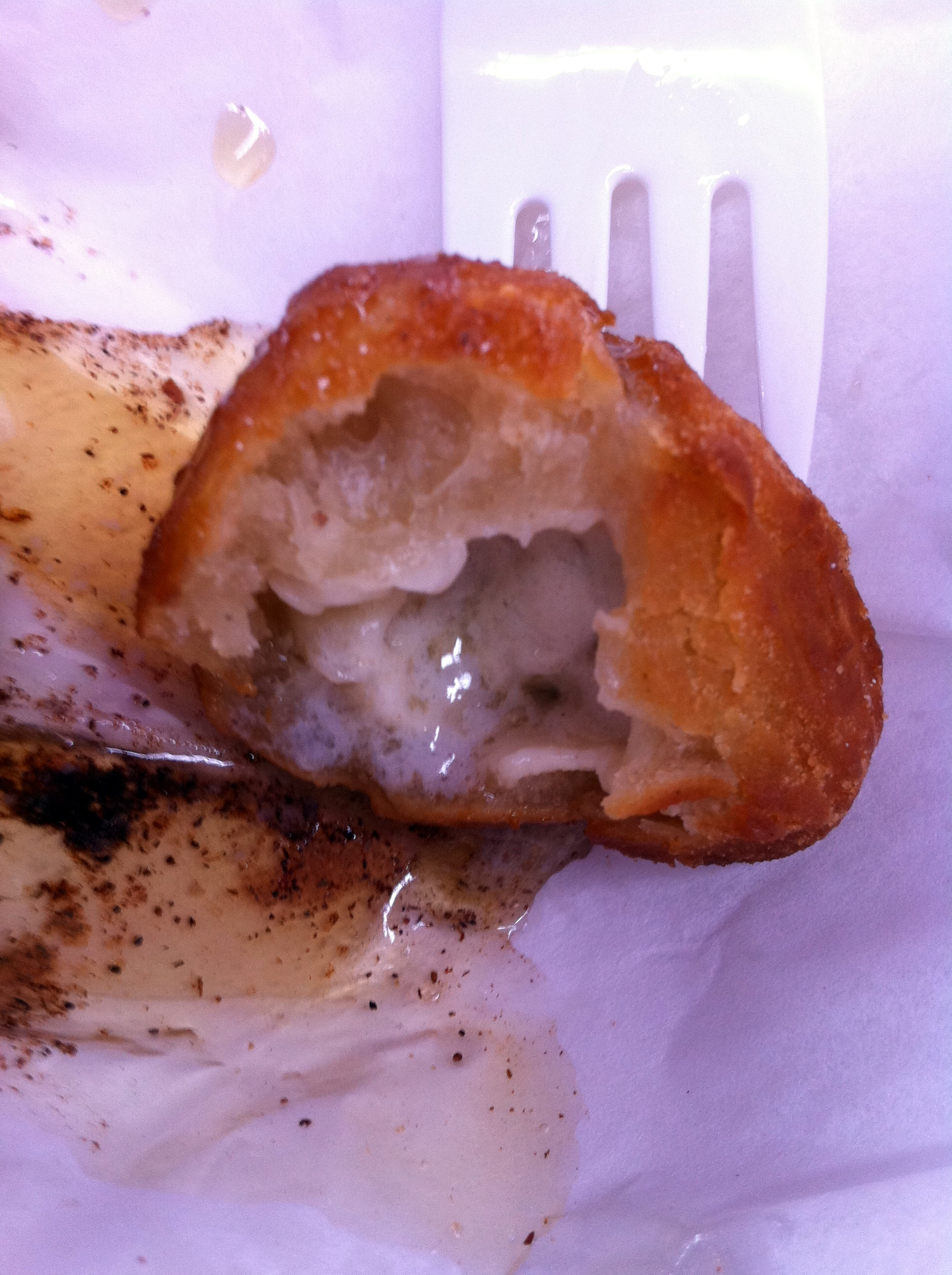
Deep-fried Butter an der Texas State Fair 2010

Deep-fried Butter (englisch für „frittierte Butter“) ist ein Gebäck, das aus den Vereinigten Staaten stammt. Es besteht aus Butter, die mit einem süßen Teig umhüllt und dann frittiert wurde. Teilweise wird sie vorher auf einen Stab gesteckt oder sie wird danach noch mit einer Zucker-und-Zimt-Schicht überzogen.
Angeboten wird das Gebäck fast ausschließlich auf Jahrmärkten, oft in Kombination mit ähnlichen Gerichten wie Corn Dogs, frittiertem Bacon, frittiertem Keksteig, frittiertem Kool-Aid oder diversen frittierten Schokoriegeln. Einer der bekanntesten Stände gehört Abel Gonzales Jr., der auf der Texas State Fair in Dallas bis zu 40.000 Portionen des Gerichts verkauft. Gonzales, der in den Jahren zuvor bereits frittierten Bacon oder frittierte Cola angeboten hatte, erfand das Gericht für die Texas State Fair 2009. In Gonzales' Originalrezept ummantelte er ein Butterstückchen mit einem süßen Teig, und beschrieb den Geschmack wie das buttrigste Butterbrot, das zu essen ist. Er bot das Gericht dort in den Geschmacksrichtungen Natur, Kirsche, Traube und Knoblauch an. Dort gewann das Gericht den Preis für die kreativste Kreation. In den folgenden Jahren verbreitete es sich über Jahrmärkte in Nordamerika, und war beispielsweise in San Diego, Des Moines, Orange County, Wisconsin oder Toronto zu sehen.
In der kurzen Zeit seines Bestehens wurde das Gericht ein beliebtes Beispiel für „ungesunde amerikanische Küche“. Die Los Angeles Times attestiert ihm bereits den Ruf als vielleicht „schlimmstes vorstellbares Gericht auf diesem Planeten“. Allein die Butter ohne Teigmantel, ohne Frittieröl und ohne Zuckerüberzug, habe etwa 500 Kilokalorien. In Kalifornien etwa boten Stände eine Coronary Combo (etwa Herzkrankheits-Kombination) an, zu der neben einer Portion frittierter Butter auch schokoladenüberzogener Bacon gehörte. In der kurzen Zeit wurde das Gericht so bekannt, dass diverse amerikanische Politiker bereits eine Meinung zu frittierter Butter geäußert haben. Sarah Palin äußerte den Wunsch, es unbedingt probieren zu wollen.